# Marcin Tarczyński
Marcin Tarczyński (ur. 10 września 1990 w Nowym Dworze) – polski pływak, uczestnik Letnich Igrzysk Olimpijskich 2012.
Reprezentuje klub Legia Warszawa. Jego największym sukcesem jest 1. miejsce na 100 metrów stylem grzbietowym ustanawiając przy tym rekord kraju i występ na Igrzyskach w Londynie w 2012 roku oraz 1. miejsce na 200 metrów stylem zmiennym.
Ponadto zajął 8. miejsce na Mistrzostwach Świata 2011 w sztafecie 4x100m stylem zmiennym.